# Uwe Wieczorek
Uwe Wieczorek (* 1953) ist ein deutscher Kunsthistoriker.

## Leben
Er studierte Kunstgeschichte, klassische Archäologie und Buchwesen an den Universitäten in Mainz und Florenz.
Es folgte eine Zeit als wissenschaftlicher Mitarbeiter an den Staatlichen Museen zu Berlin. 1992 wurde er Direktor der Sammlungen des Fürsten von Liechtenstein in Vaduz. April 2003 bis 2024 war er Kurator die Sammlungen der Hilti Art Foundation und betreute deren Umzug in ein neues Gebäude, den am Kunstmuseum Liechtenstein angebauten „Weißen Würfel“. Als Höhepunkt seiner kuratorischen Tätigkeit sieht er „den Erwerb neuer Kunstwerke sowie die Vorbereitung und Realisierung von Ausstellungen und die damit in Zusammenhang stehende Öffentlichkeitsarbeit“.
Zudem hielt er Vorlesungen zur Kunstgeschichte u. a. an der Universität St. Gallen.

## Schriften
- Meisterwerke der Sammlungen des Fürsten von Liechtenstein, mit Maraike Bückling, Dirk Syndram und Johannes Ramharter, Benteli-Verlag, Bern 1996, ISBN 3-7165-1045-9
- Götter wandelten einst: Antiker Mythos im Spiegel alter Meister aus den Sammlungen des Fürsten von Liechtenstein, Benteli-Verlag, Bern 1998, ISBN 3-7165-1138-2
- Hilti Art Foundation – die Sammlung, Band 1 und 2, Hirmer Verlag, München 2019–2020
- Candida Höfer Liechtenstein im Dialog mit den Sammlungen des Kunstmuseum Liechtenstein und der Hilti Art Foundation, mit Christiane Meyer-Stoll und Letizia Ragalia, Hatje Cantz Verlag  Berlin 2022, ISBN 978-3-7757-5486-6
- Paco Knöller: Unter mir der Himmel, Kerber Verlag, Berlin 2023, ISBN 978-3-7356-0927-4
- Die ganze Palette – Werke aus der Hilti Alt Foundation, Kunstmuseum Liechtenstein, Vaduz 2024